# Медолюб-прямодзьоб оливковий
Медолюб-прямодзьоб оливковий (Timeliopsis fulvigula) — вид горобцеподібних птахів родини медолюбових (Meliphagidae). Ендемік Нової Гвінеї.

## Підвиди
Виділяють два підвиди:
- T. f. fulvigula (Schlegel, 1871) — північний захід Нової Гвінеї (півострів Чендравасіх);
- T. f. meyeri (Salvadori, 1896) — Центральний гірський хребет Нової Гвінеї.

## Поширення і екологія
Оливкові медолюби-прямодзьоби живуть у вологих гірських тропічних лісах Нової Гвінеї.